# Piptochaetium stipoides
Piptochaetium stipoides är en gräsart som först beskrevs av Carl Bernhard von Trinius och Franz Josef Ivanovich Ruprecht, och fick sitt nu gällande namn av Eduard Hackel och José Arechavaleta. Piptochaetium stipoides ingår i släktet Piptochaetium och familjen gräs. Inga underarter finns listade i Catalogue of Life.